# Nadi FC
Nadi FC (Aussprache [na.ndi] FC) ist ein Fußballverein aus Nadi, einer Stadt auf Viti Levu, der Hauptinsel des Staates Fidschi. Das Heimstadion des Vereins ist das Prince Charles Stadion.

## Geschichte
Mit der Gründung der Nadi Indian Soccer Association im Jahr 1937 wurde auch der Nadi Football Club ins Leben gerufen. Der regionale Wettbewerb wurde zwischen den Teams aus Koronubu, Sabeto, Bhartiya und Vutualevu ausgetragen. 1939 spielte Nadi FC das erste Mal im Inter-District Championship gegen Nadroga in der ersten Runde (2:0). Im Halbfinale verlor man jedoch gegen Rewa FC aus Nausori mit 0:2.
Nadi ist neunmaliger fidschianischer Fußballmeister, sie gewannen die letzten beiden Inter-District Finals in den Jahren 1999 und 2002. Durch den letzten Titel konnte sich Nadi FC für den OFC Champions Cup qualifizieren.

## OFC Champions Cup 1999
Der OFC Champions Cup 1999 fand in Nadi und Lautoka statt. Im Halbfinale schlug Nadi FC Central United aus Neuseeland mit 1:0, erst im Finale musste man sich – als Amateurteam – South Melbourne FC mit 1:5 geschlagen geben.

## Spieler
- Batram Suri (2002–2003). Inzwischen ist er Nationalspieler der Salomonen, für welche er mehr als 40 Spiele absolvierte.
- Stanley Waeta (2005). Er spielt für die Salomonen und hat bisher mehr als 25 Länderspiele bestritten.

## Erfolge
- National Football League : (9)

1978, 1980, 1981, 1982, 1983, 1985, 1998, 2000, 2015
- Inter-District Championship : (6)

1969, 1971, 1974, 1998, 1999, 2002
- Battle of the Giants: (5)

1978, 1980, 1983, 1986, 1996
- Fiji Football Association Cup Tournament: (4)

1996, 2013, 2014, 2016

## Leistungen beim OFC Champions Cup
- OFC Champions Cup (1 Teilnahme)

1999 – Finalist – verloren gegen South Melbourne FC  1:5